# 连江口站
连江口站是一个京广线上的铁路车站，位于广东省清远市英德市连江口镇，距丰台站2167公里，距广州站116公里，建于1909年，目前为四等站，邮政编码为513023。现已不办理客运业务；货运办理整车货物发到；危险货物仅办理农药、化肥发到。